# Истинные происшествия
«Истинные происшествия» — российский художественный фильм.

## Сюжет
Фильм снят по мотивам рассказов Михаила Зощенко («Кошка и люди», «Диктофон», «В трамвае», «Фотокарточка», «В парикмахерской», «Роза-Мария», «На живца», «Больные», «История болезни», «Кризис», «Нервные люди», «Исповедь», «Веселенькая история», «Игра природы», «Научное явление», «Аристократка») и состоит из нескольких новелл, связанных фигурой главного героя — электромонтёра Василия Ивановича Мякишева (Владимир Стеклов).
Существуют две версии фильма: цветная и чёрно-белая. Причём эти версии не тождественны: в одних и тех же сценах используются разные дубли, отличающиеся между собой как по тексту, так и по действию. Также в чёрно-белой версии картины присутствуют дополнительные хроникальные вставки.

## В ролях
- Владимир Стеклов — Василий Иванович Мякишев, электромонтёр
- Кристина Орбакайте — проживающая в № 7 гостиницы, невеста Мякишева
- Людмила Полякова — пассажирка трамвая
- Сергей Никоненко — священник
- Алексей Жарков — фотограф
- Сергей Рубеко — участковый милиционер
- Юрий Митрофанов — сосед Мякишева, работник кооперации
- Юрий Нифонтов — инвалид-орденоносец, сосед Мякишева / фельдшер больницы
- Юрий Чернов — сосед Мякишева

## Съёмочная группа
- Автор сценария: Ярослава Сергиева
- Режиссёр: Мурад Ибрагимбеков
- Оператор: Владимир Дмитриевский
- Художник: Александр Жирнов